# Луций Скрибоний Либон (консул 34 пр.н.е.)
Вижте пояснителната страница за други личности с името Луций Скрибоний Либон.
Луций Скрибоний Либон (на латински: Lucius Scribonius Libo, * 90 пр.н.е.?) e политик и генерал на късната Римска република през 1 век пр.н.е.

## Биография
Той е син на Луций Скрибоний Либон (претор 80 пр.н.е.?) и Сенция. Брат е на Скрибония, втората съпруга на Октавиан Август.
През 34 пр.н.е. Либон е избран за консул. Колегата му Марк Антоний е само един ден консул. През 62 пр.н.е. Либон e магистър на Монетния двор и вероятно през 56 пр.н.е. е народен трибун. През гражданската война 49 пр.н.е. той e легат на Помпей и командва заедно с Марк Октавий флотни части на Адрия, с които той има победа против Публий Корнелий Долабела и пленява Гай Антоний. След смъртта на Марк Калпурний Бибул през 48 пр.н.е. Либон поема командването на помпеянската флота, но не успява да спре преминаването на Марк Антоний от Брундизиум в Гърция.
След битката при Фарсала Либон се оттегля за няколко години. Когато триумвирите през 43 пр.н.е. го проскрибират, той отива при зет си Секст Помпей в Сицилия и му става най-важният съветник за следващите години.
Либон урежда брака на сестра си Скрибония с Октавиан (по-късния Август). В договора от Мизенум 39 пр.н.е. той е предвиден за консул на следващата година, но не може да встъпи в служба, заради отново избухналата гражданска война. След смъртта на Помпей през 35 пр.н.е. Либон се включва при Марк Антоний, с когото става заедно консул през 34 пр.н.е.

## Фамилия
Баща е на Скрибония, която става съпруга на Секст Помпей и майка на Помпея Магна.
Неговите внуци (по-стари реконструкции синове) са Луций Скрибоний Либон, консул 16 г. и Марк Скрибоний Либон Друз, който 16 г. е обвинен в заговор против Тиберий.